# Ізз ед Дін Хусейн
Ізз ед Дін Хусейн (перс. عز الدین حسین; помер 1146) — малік династії Гурідів.

## Правління
Зумів відновити мир і стабільність у своїх володіннях. Разом з тим, наприкінці правління він був узятий в полон сельджуцьким султаном Ахмадом Санджаром, але невдовзі той його звільнив за виплату регулярної данини.